# 小原宏
小原 宏（おはら ひろし、1930年2月28日 - 1996年12月11日）は、日本の経営者。ニッカウヰスキー社長を務めた。神奈川県横浜市出身。

## 経歴・人物
1953年に成城大学政治経済学部を卒業し、同年に朝日麦酒(現在のアサヒビール)に入社。1982年3月に取締役に就任し、1986年8月に常務を経て、1994年3月にはニッカウヰスキー社長に就任。
1996年12月11日肝不全のために死去。66歳没。